# Алергія на холод
Алергія на холод (також холодова алергія) — розлад, за якого кропив'янка або великі червоні плями утворюються на шкірі після впливу холодового подразника. Плями зазвичай сверблять, і часто руки і ноги також сверблять і набрякають. Пухирі різняться за розміром від приблизно 7 мм в діаметрі до приблизно 27 мм або більше. Цей розлад, або, можливо, два захворювання з однаковими клінічними проявами, може бути спадковим (сімейна холодова алергія) або набутою (первинна набута холодова алергія). Набута форма найчастіше виникає у віці від 18 до 25 років, хоча в деяких випадках вона може виникнути і у віці 5 років. До небезпечних для життя ризиків належить задуха в результаті ангіоневротичного набряку гортані, спричиненого холодною їжею чи напоями, утоплення після шоку від купання в холодній воді та анафілактичний шок.

## Типи
Алергію на холод можна розділити на такі види:

### Первинна контактна алергія на холод
Первинна контактна алергія на холод — це стан шкіри, що характеризується висипаннями і виникає в дощову, вітряну погоду, після купання в холодній воді та після контакту з холодними предметами, наприклад, кубики льоду.

### Вторинна контактна алергія на холод
Вторинна контактна алергія на холод — це стан шкіри, що характеризується висипаннями через кровʼяні аномалії, такі як кріоглобулінемія або кріофібриногенемія, надзвичайно рідкісні та пов'язані з іншими проявами, такими як хвороба Рейно або пурпура.

### Рефлекторна алергія на холод
Рефлекторна алергія на холод — це стан шкіри, за якого загальне охолодження тіла спричиняє висипання на шкірі.

### Сімейна алергія на холод
Сімейна алергія на холод (також відома як сімейний холодовий автозапальний синдром, FCAS) — це автосомно-домінантний стан, що характеризується висипаннями, кон'юнктивітом, гарячкою/ознобом і артралгіями, викликаними впливом холоду — іноді температури нижче 22 °C.
Вона повʼязана з білком CIAS1 і є дещо легшим представником сімейства захворювань, в тім числі синдрому Макла-Веллса і багатосистемного запального захворювання новонароджених. Вона рідкісна і, за оцінками, її поширеність становить 1 на мільйон людей, вражає переважно американців і європейців.
Сімейна алергія на холод є одним із кріопірин-асоційованих періодичних синдромів (CAPS), спричинених мутаціями білка CIAS1/NALP3 (він же NLRP3) у місці розташування гена 1q44.
Вплив сімейної холодової алергії на якість життя пацієнтів є далекосяжним. Опитування пацієнтів у Сполучених Штатах у 2008 році засвідчило, що «[щоб] впоратися зі своїм основним захворюванням і намагатися уникнути симптоматичних, хворобливих спалахів, пацієнти повідомили, що вони обмежують себе у роботі, школі, сім'ї та соціальній діяльності. 78 % учасників опитування описували вплив хвороби на їхню роботу, включаючи прогули та порушення просування по службі; часто вони звільнялися з роботи через хворобу».
Лікування з використанням анакінри (Кінерет) продемонструвало ефективність для алергії на холод, хоча таке лікування означає щоденні ін'єкції імунодепресантів у нижню частину живота. Також у лікуванні використовується моноклональне антитіло канакінумаб (Ilaris).

## Ознаки та симптоми

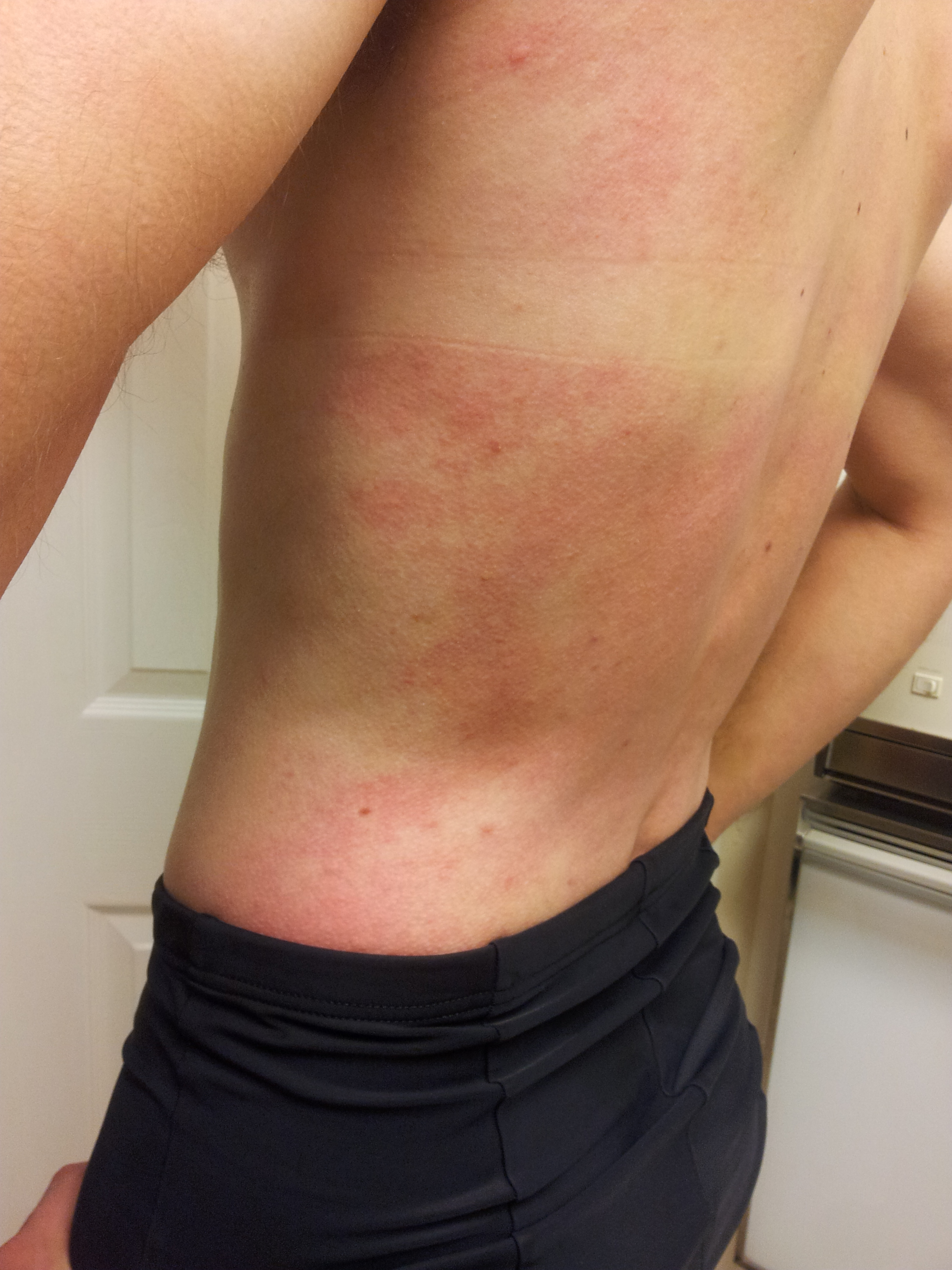
Кропив'янка на спині від дії холодного повітря у людини з алергією на холод. Кропив'янка була викликана їздою на велотренажері без сорочки протягом години біля дверей, відчинених у прохолодний день. Температура повітря на вулиці була близько 10 °C. Смужка на висоті грудей зʼявилася через прикриття цієї області ремінцем для вимірювання серцевого ритму.

Коли тіло піддається впливу холоду в людей, уражених цим захворюванням, з'являється кропив'янка, і шкіра в ураженій області зазвичай свербить. Кропив'янка виникає в результаті розширення капілярів, які дають змогу рідині витікати в зовнішню тканину - епідерміс. Вони розсмоктуються, коли організм поглинає цю рідину. Межа плями є поліциклічною або складається з багатьох кіл і змінюється, коли рідина витікає, а потім поглинається. У разі натискання на пляму шкіра блідне, що відрізняє її від синця або папули. Кропив'янка може тривати кілька хвилин або кілька днів і різнитися у різних людей. Також у місці ураження виникає відчуття печіння. Серйозна реакція, швидше за все, виникне у пацієнтів, у яких кропив'янка з'являється після впливу менше 3 хвилин (під час тесту на холод).

## Причина
Кропив'янка є реакцією гістаміну у відповідь на холодні подразники, включаючи різке зниження температури, холодне повітря та холодну воду. Існує багато причин простудних кропив'янок, більшість із них ідіопатичні (це означає, що їхні причини невідомі). 
Вчені з Національного інституту охорони здоров'я США виявили генетичну мутацію в трьох неспоріднених сім'ях, що спричиняє рідкісний імунний розлад, який характеризується надмірною та ослабленою імунною функцією: імунодефіцит, автоімунітет, запальні захворювання шкіри та кропив'янка, викликана холодом (алергія на холод).
«Виявлена мутація виникає в гені фосфоліпази C-gamma2 (PLCG2), ферменту, який бере участь в активації імунних клітин. Дослідники назвали стан, пов'язаний з PLCG2, дефіцитом антитіл і імунною дисрегуляцією, або PLAID».

## Фактори ризику
- Холодна погода/сніг: вплив холодного або прохолодного повітря може швидко викликати реакцію; наприклад, ходити по «холодному» відділу в супермаркеті.
- Піт: реакція може виникнути навіть у теплий день, коли на шкірі є піт, оскільки реакцію викликає температура шкіри, а не температура тіла. Якщо дує вітер, він швидко охолоджує шкіру і створює кропив'янку.
- Холодні рідини для внутрішньовенного введення: під час перебування в лікарні введення охолоджених або прохолодних рідин для внутрішньовенного введення людям, які мають алергію на низьку температуру, може/може призвести до болю в кінцівці, в яку їх вводять, і лінія кропив'янки може з'явитися всередині радіусом 15-20 сантиметів від ділянки внутрішньовенного введення по малюнку вен, що йдуть вгору по кінцівці.
- Плавання: Плавання може бути особливо небезпечним, оскільки прискорене серцебиття в поєднанні з появою кропив'янки може призвести до гіпотонії.
- Кондиціонування повітря: вхід у прохолодну будівлю протягом літнього дня може призвести до алергічної реакції на відкритих ділянках шкіри, закладеності носа і, можливо, до відчуття перевтоми.
- Холодна їжа/напої: вживання холодної їжі або холодних напоїв, таких як морозиво або навіть чай із льодом, може призвести до набряку язика та навколишніх тканин та до задухи.
- Холодні поверхні: якщо сидіти на прохолодних поверхнях, спиратися на них чи хапатися за них, то на ділянці, яка контактувала з прохолодними поверхнями, може утворюватися висип.
- Обмеження кровотоку: друк або інші види діяльності, які напружують м'язи та зменшують кровообіг, можуть охолодити частини тіла настільки, щоб викликати свербіж та кропив'янку.
- Кровотік: під час опускання рук або ніг у гарячу воду нігті стають фіолетовими/білими, поки тіло не звикне до температури.

## Діагноз
Діагноз зазвичай ставить алерголог або інший ліцензований лікар, який виконує холодовий тест. Під час холодного тесту шматок льоду притискають до передпліччя, як правило, на 3–4 хвилини. Позитивним результатом є специфічний вигляд червоних плям. Плями можуть мати форму льоду, або вони можуть випромінюватися від зони контакту з льодом. Однак, хоча ці методи допомагають у діагностиці, вони не надають інформації про температуру та пороги часу стимуляції, при яких у пацієнтів починають з'являтися симптоми, що важливо, оскільки вони можуть визначити тяжкість захворювання та допомогти контролювати ефективність лікування.

## Лікування
Лікування першої лінії — це полегшення симптомів за допомогою H1-антигістамінних препаратів другого покоління. Якщо стандартне дозування неефективне, для контролю симптомів рекомендується збільшення дози у чотири рази.
Встановлено, що H1-антигістамінний рупатадин другого покоління значно зменшує розвиток симптому хронічної алергії на холод без посилення побічних ефектів у дозах 200 мг та 40 мг.
Ліки від алергії, що містять антигістамінні препарати, такі як димедрол (Benadryl), цетиризин (Zyrtec), лоратадин (Claritin), ципрогептадин (Periactin) і фексофенадин (Allegra), можна приймати перорально, щоб запобігти та полегшити деякі кропив'янки. Для тих, у кого є важкі анафілактичні реакції, призначаються ліки, такі як доксепін, та щодня приймаються для допомоги у запобіганні та/або зменшення ймовірності реакцій і, таким чином, анафілаксії. Ефективність місцевих антигістамінних кремів проти кропив'янки, викликаної холодом, не оцінювалася.
Холодова кропив'янка може призвести до потенційно серйозної або навіть фатальної системної реакції (анафілактичний шок). Людям з алергіями на холод, можливо, доведеться мати про собі ін'єкційну форму адреналіну (наприклад, автоінжектор адреналіну або Twinject) для використання у разі серйозної реакції. Найкраще лікування цієї алергії — уникати впливу низьких температур.
Дослідження показали, що омалізумаб (Xolair) може бути ефективним і безпечним засобом лікування холодової кропив'янки у пацієнтів, які недостатньо реагують на стандартне лікування.
Ебастин був запропонований для лікування до профілактики набутої алергії на холод.